# Championnat du Ghana de football 2001
Navigation
Saison précédente Saison suivante
La saison 2001 du Championnat du Ghana de football est la quarante-deuxième édition de la première division au Ghana, la Premier Division. Elle regroupe, sous forme d'une poule unique, les seize meilleures équipes du pays qui se rencontrent deux fois, à domicile et à l'extérieur. En fin de saison, les deux derniers du classement sont relégués et remplacés par les deux meilleures formations de deuxième division tandis que le 14e doit passer par un barrage de promotion-relégation face au 3e de D2.
C'est le club de Hearts of Oak SC, quadruple tenant du titre, qui remporte à nouveau le championnat cette saison après avoir terminé en tête du classement final, avec neuf points d'avance sur Asante Kotoko et dix-neuf sur Goldfields SC. C'est le seizième titre de champion du Ghana de l'histoire du club.

## Les clubs participants
| - Hearts of Oak SC - Asante Kotoko - Goldfields SC - Great Olympics - Real Tamale United - King Faisal Babies - Berekum Arsenal - Promu de D2 - Adansiman Obuasi - Promu de D2 | - Ghapoha Readers - Kwaebibirem Stars - Suhum Maxbees FC - Promu de D2 - Dawu Youngstars - Sekondi Hasaacas - Okwahu United - Liberty Professionals - Bofoakwa Tano FC |

## Compétition
Le barème de points servant à établir les classements se décompose ainsi :
- Victoire : 3 points
- Match nul : 1 point
- Défaite : 0 point

### Classement
| Rang | Équipe                | Pts | J  | G  | N  | P  | Bp | Bc | Diff |
| ---- | --------------------- | --- | -- | -- | -- | -- | -- | -- | ---- |
| 1    | Hearts of Oak SCT     | 64  | 30 | 19 | 7  | 4  | 52 | 19 | +33  |
| 2    | Asante KotokoC -3     | 55  | 30 | 18 | 4  | 8  | 40 | 19 | +21  |
| 3    | Goldfields SC         | 45  | 30 | 14 | 3  | 13 | 31 | 26 | +5   |
| 4    | Dawu Youngstars       | 42  | 30 | 13 | 3  | 14 | 35 | 35 | 0    |
| 5    | Bafoakwa Tano FC      | 41  | 30 | 11 | 8  | 11 | 32 | 33 | -1   |
| 6    | Liberty Professionals | 40  | 30 | 11 | 7  | 12 | 35 | 32 | +3   |
| 7    | King Faisal Babies -3 | 40  | 30 | 11 | 10 | 9  | 25 | 22 | +3   |
| 8    | Great Olympics        | 39  | 30 | 9  | 12 | 9  | 27 | 23 | +4   |
| 9    | Okwahu United         | 39  | 30 | 10 | 9  | 11 | 33 | 33 | 0    |
| 10   | Sekondi Hasaacas      | 39  | 30 | 11 | 6  | 13 | 32 | 37 | -5   |
| 11   | Berekum ArsenalP      | 39  | 30 | 11 | 6  | 13 | 22 | 33 | -11  |
| 12   | Suhum Maxbees FCP     | 37  | 30 | 11 | 4  | 15 | 27 | 54 | -27  |
| 13   | Real Tamale United -9 | 35  | 30 | 13 | 5  | 12 | 32 | 29 | +3   |
| 14   | Ghapoha Readers       | 35  | 30 | 9  | 8  | 13 | 19 | 22 | -3   |
| 15   | Adansiman ObuasiP     | 35  | 30 | 10 | 5  | 15 | 29 | 42 | -13  |
| 16   | Kwaebibirem United    | 29  | 30 | 8  | 5  | 17 | 19 | 31 | -12  |

|  | Qualification pour la Ligue des champions de la CAF 2002                              |
|  | Qualification pour la Coupe des Coupes 2002                                           |
|  | Qualification pour la Coupe de la CAF 2002                                            |
|  | Participation au barrage de promotion-relégation                                      |
|  | Relégation directe en deuxième division                                               |
|  | T : Tenant du titre C : Vainqueur de la Coupe du Ghana P : Promu de deuxième division |

Asante Kotoko, King Faisal Babies et Real Tamale United ont reçu une pénalité :
- - 3 points pour Asante Kotoko à la suite de l'agression par un supporter de l'arbitre de la rencontre de la 18e journée face à Bofoakwa Tano FC
- - 3 points pour King Faisal Babies pour avoir aligné un joueur non qualifié face à Bofoakwa Tano FC lors de la 2e journée
- - 9 points pour Real Tamale United pour avoir aligné à plusieurs reprises des joueurs non qualifiés durant la saison

### Matchs

#### Barrage de promotion-relégation
| Équipe 1        | Résultat | Équipe 2                     |
| --------------- | -------- | ---------------------------- |
| Ghapoha Readers | -        | (D2) 3e de deuxième division |

## Bilan de la saison
| Championnat du Ghana de football 2001 |                              |
| Champion                              | Hearts of Oak SC (16e titre) |
| Coupes et trophées                    |                              |
| Vainqueur de la Coupe du Ghana 2001   | Asante Kotoko                |
| Qualifications continentales          |                              |
| Ligue des champions de la CAF 2002    | Hearts of Oak SC             |
| Coupe des Coupes 2002                 | Asante Kotoko                |
| Coupe de la CAF 2002                  | Goldfields SC                |
| Promotions et relégations             |                              |
| Promus en Premier League              | Brong Ahafo United           |
| Promus en Premier League              | Power FC                     |
| Promus en Premier League              | Prestea Mines Stars          |
| Relégués en Second League             | Ghapoha Readers              |
| Relégués en Second League             | Adansiman Obuasi             |
| Relégués en Second League             | Kwaebibirem United           |